# هربرت کوتس
هربرت کوتس (انگلیسی: Herbert Coates; ۲۹ سپتامبر ۱۹۰۱ – ۲۵ اکتبر ۱۹۶۵) بازیکن فوتبال اهل بریتانیا بود.
از باشگاه‌هایی که در آن بازی کرده‌است می‌توان به باشگاه فوتبال ساوت‌همپتون اشاره کرد.
وی همچنین در تیم ملی فوتبال انگلستان amateur بازی کرده‌است.